# Casirivimab/imdevimab
El casirivimab/imdevimab, que se vende bajo la marca REGEN-COV entre otras, es un medicamento combinado utilizado para el tratamiento y la prevención de la COVID-19. Consiste en dos anticuerpos monoclonales humanos, casirivimab e imdevimab, que deben mezclarse y administrarse en forma de infusión o inyección subcutánea. La combinación de dos anticuerpos tiene por objeto evitar el escape mutacional. También está disponible como producto coformulado. Fue desarrollado por la empresa biotecnológica estadounidense Regeneron Pharmaceuticals.
Los efectos secundarios más comunes son las reacciones alérgicas, que incluyen reacciones relacionadas con la infusión, reacciones en el lugar de la inyección, dolor breve, debilidad y otros.
La combinación está aprobada bajo la marca Ronapreve para uso médico en Japón, el Reino Unido, la Unión Europea y Australia.
En enero de 2022, la Administración de Alimentos y Medicamentos de los Estados Unidos (FDA) revisó las autorizaciones de dos tratamientos con anticuerpos monoclonales -bamlanivimab/etesevimab (administrados conjuntamente) y casirivimab/imdevimab- para limitar su uso únicamente cuando sea probable que los receptores hayan estado infectados o expuestos a una variante susceptible a estos tratamientos, ya que los datos muestran que es muy poco probable que estos tratamientos sean activos contra la variante ómicron.

## Usos médicos
En la Unión Europea, la combinación está indicada para el tratamiento de la COVID-19 en personas de doce años de edad o más que pesen al menos 40 kilogramos que no requieran oxígeno suplementario y que tengan un alto riesgo de progresar a la COVID-19 grave; y para la prevención de la COVID-19 en personas de doce años de edad o más que pesen al menos 40 kilogramos.

## Despliegue
REGEN-COV se fabrica en las instalaciones de Regeneron en Rensselaer, Nueva York. En septiembre de 2020, a fin de liberar capacidad de fabricación para REGEN-COV, Regeneron comenzó a trasladar la producción de sus productos existentes de Rensselaer a la ciudad irlandesa de Limerick.
Regeneron tiene un acuerdo con Roche (Genentech) para fabricar y comercializar REGEN-COV fuera de Estados Unidos.

## Sociedad y cultura
El 2 de octubre de 2020, Regeneron Pharmaceuticals anunció que el entonces presidente de Estados Unidos, Donald Trump, había recibido "una única dosis de 8 gramos de REGN-COV2" tras dar positivo en la prueba del SARS-CoV-2. El medicamento fue suministrado por la empresa en respuesta a una solicitud de "uso compasivo" (autorización temporal de uso) de los médicos del presidente.
En agosto de 2021, el gobernador de Texas, Greg Abbott, recibió REGEN-COV tras dar positivo en la prueba de COVID-19.

### Economía
El 12 de enero de 2021, Estados Unidos acordó comprar 1,25 millones de dosis del medicamento por 2.625 millones de dólares, a 2.100 dólares por dosis. El 14 de septiembre, se compraron otros 1,4 millones de dosis por el mismo precio, con un total de 2.940 millones de dólares.
El 24 de enero, el gobierno alemán compró 200.000 dosis por 400 millones de euros, a 2.000 euros por dosis.
El 25 de mayo, Roche India y Cipla anunciaron que el medicamento estaría disponible en la India por 59.750 rupias la dosis.
El 24 de septiembre, la Organización Mundial de la Salud instó a los productores y a los gobiernos a abordar el elevado coste del medicamento y pidió que se compartiera la tecnología para permitir la fabricación de versiones biosimilares. La OMS también dijo que Unitaid estaba negociando con Roche para conseguir precios más bajos y una distribución equitativa, especialmente en los países de ingresos bajos y medios.

### Situación legal
En noviembre de 2021, el Comité de Medicamentos de Uso Humano (CHMP) de la Agencia Europea de Medicamentos (EMA) recomendó conceder una autorización de comercialización en la Unión Europea para el casirivimab/imdevimab (Ronapreve) para el tratamiento y la prevención del COVID-19. La empresa que solicitó la autorización de Ronapreve es Roche Registration GmbH. El casirivimab/imdevimab fue aprobado para uso médico en la Unión Europea en noviembre de 2021.

## Investigación

### COVID-19
El 21 de noviembre de 2020, la Administración de Alimentos y Medicamentos de los Estados Unidos (FDA) emitió una autorización de uso de emergencia (EUA) para que el casirivimab y el imdevimab se administrasen conjuntamente para el tratamiento de la COVID-19 de leve a moderada en personas de doce años de edad o más que pesasen al menos 40 kilogramos con resultados positivos en las pruebas virales directas de SARS-CoV-2 y que estuviesen en alto riesgo de progresar a la COVID-19 grave. Esto incluía a los que tenían 65 años o más o que tenían ciertas condiciones médicas crónicas. Casirivimab e imdevimab debían administrarse juntos mediante infusión intravenosa (IV) o inyección subcutánea.
Casirivimab e imdevimab no están autorizados para personas hospitalizadas debido a la COVID-19 o que requieran oxigenoterapia debido a la COVID-19. No se ha demostrado un beneficio del tratamiento con casirivimab e imdevimab en personas hospitalizadas debido a la COVID-19. Los anticuerpos monoclonales, como casirivimab e imdevimab, pueden estar asociados a peores resultados clínicos cuando se administran a personas hospitalizadas por COVID-19 que requieren oxígeno de alto flujo o ventilación mecánica. En junio de 2021, la EUA fue revisada para autorizar "el uso del producto no aprobado, REGEN-COV (casirivimab e imdevimab) coformulado y REGEN-COV (casirivimab e imdevimab) suministrado como viales individuales para ser administrados juntos para el tratamiento de la COVID-19 de leve a moderada en personas de doce años de edad o más que pesasen al menos 40 kilogramos con resultados positivos en las pruebas virales directas de SARS-CoV-2, y que tuviesen un alto riesgo de progresión a COVID-19 grave, incluyendo la hospitalización o la muerte."
La EUA fue emitida para Regeneron Pharmaceuticals Inc
El 1 de febrero de 2021, el Comité de Medicamentos de Uso Humano (CHMP) de la Agencia Europea de Medicamentos (EMA) inició una revisión continua de los datos sobre la combinación de anticuerpos REGN-COV2 (casirivimab/imdevimab), que está siendo desarrollada conjuntamente por Regeneron Pharmaceuticals, Inc. y F. Hoffman-La Roche, Ltd (Roche) para el tratamiento y la prevención del COVID-19. En febrero de 2021, el CHMP concluyó que la combinación, también conocida como REGN-COV2, puede utilizarse para el tratamiento de la COVID-19 confirmada en personas que no requieren oxígeno suplementario y que tienen un alto riesgo de progresar a la COVID-19 grave.
El 5 de mayo de 2021, la Organización Central de Control de Medicamentos (CDSCO) de la India concedió una autorización de uso de emergencia a Roche (Genentech) y Regeneron para el uso del cóctel casirivimab/imdevimab en el país. El anuncio se produjo a la luz de la segunda ola de la pandemia de COVID-19 en la India. Roche India mantiene su asociación con Cipla, lo que permite a esta última comercializar el medicamento en el país.
En julio de 2021, la FDA de EE. UU. revisó la autorización de uso de emergencia (EUA) para REGEN-COV (casirivimab e imdevimab, administrados conjuntamente), autorizando REGEN-COV para su uso de emergencia como profilaxis (prevención) posterior a la exposición a la COVID-19 en personas de doce años de edad o más que pesasen al menos 40 kilogramos que tiesen un alto riesgo de progresión a la COVID-19 grave, incluyendo la hospitalización o la muerte. REGEN-COV sigue estando autorizado para el tratamiento de la COVID-19 de leve a moderada en personas de doce años de edad o más que pesen al menos 40 kilogramos con resultados positivos en las pruebas virales directas de SARS-CoV-2, y que tengan un alto riesgo de progresión a la COVID-19 grave, incluyendo la hospitalización o la muerte.
El 12 de abril de 2021, Roche (Genentech) y Regeneron anunciaron que el ensayo clínico de fase III REGN-COV 2069 cumplía los criterios de valoración primarios y secundarios, reduciendo el riesgo de infección en un 81% para los participantes no infectados, y reduciendo el tiempo hasta la resolución de los síntomas para los participantes sintomáticos a una semana frente a tres semanas en el grupo de placebo.
En junio de 2021, los resultados preliminares del ensayo Recovery mostraron una reducción de la mortalidad del 30% al 24% en las personas que no habían producido anticuerpos por sí mismas, que eran el 33% del total de participantes.

### Ensayos
En un ensayo clínico de personas con COVID-19, casirivimab e imdevimab, administrados conjuntamente, demostraron reducir las hospitalizaciones o visitas a urgencias relacionadas con la COVID-19 en personas con alto riesgo de progresión de la enfermedad en los 28 días posteriores al tratamiento en comparación con el placebo. La seguridad y eficacia de esta terapia en investigación para su uso en el tratamiento de la COVID-19 sigue siendo evaluada.
Los datos que respaldan la autorización de uso urgente (EUA) de casirivimab e imdevimab se basan en un ensayo clínico aleatorizado, doble ciego y controlado con placebo en 799 adultos no hospitalizados con síntomas de COVID-19 de leves a moderados. De estos participantes, 266 recibieron una única infusión intravenosa de 2.400 miligramos de casirivimab e imdevimab (1.200 mg de cada uno), 267 recibieron 8.000 mg de casirivimab e imdevimab (4.000 mg de cada uno), y 266 recibieron un placebo, dentro de los tres días siguientes a la obtención de un resultado positivo en la prueba viral del SARS-CoV-2.
El criterio de valoración primario preespecificado para el ensayo fue el cambio medio ponderado en el tiempo de la carga viral con respecto al valor inicial. La reducción de la carga viral en los participantes tratados con casirivimab e imdevimab fue mayor que en los participantes tratados con placebo en el séptimo día. Sin embargo, la prueba más importante de que casirivimab e imdevimab administrados conjuntamente pueden ser eficaces provino del criterio de valoración secundario predefinido de las visitas con asistencia médica relacionadas con COVID-19, en particular las hospitalizaciones y las visitas a urgencias en los 28 días posteriores al tratamiento. En el caso de los participantes con alto riesgo de progresión de la enfermedad, se produjeron hospitalizaciones y visitas a urgencias en el 3% de los participantes tratados con casirivimab e imdevimab de media, en comparación con el 9% de los participantes tratados con placebo. Los efectos sobre la carga viral, la reducción de las hospitalizaciones y las visitas a urgencias fueron similares en los participantes que recibieron cualquiera de las dos dosis de casirivimab e imdevimab.
A partir de septiembre de 2020, REGEN-COV se está evaluando como parte del Ensayo de Recuperación, y en junio de 2021 se anunciaron los primeros resultados de la investigación con pruebas que demuestran la eficacia del tratamiento.

## Otras lecturas
- O'Brien MP, Forleo-Neto E, Musser BJ, Isa F, Chan KC, Sarkar N, Bar KJ, Barnabas RV, Barouch DH, Cohen MS, Hurt CB, Burwen DR, Marovich MA, Hou P, Heirman I, Davis JD, Turner KC, Ramesh D, Mahmood A, Hooper AT, Hamilton JD, Kim Y, Purcell LA, Baum A, Kyratsous CA, Krainson J, Perez-Perez R, Mohseni R, Kowal B, DiCioccio AT, Stahl N, Lipsich L, Braunstein N, Herman G, Yancopoulos GD, Weinreich DM (September 2021). «Subcutaneous REGEN-COV Antibody Combination to Prevent Covid-19». N Engl J Med 385 (13): 1184-1195. PMC 8362593. PMID 34347950. doi:10.1056/NEJMoa2109682.